# Châtillon-sur-Oise
Châtillon-sur-Oise – miejscowość i gmina we Francji, w regionie Hauts-de-France, w departamencie Aisne.
Jej merem od marca 2001 roku jest Gabriel Niay.
Według danych na styczeń 2014 roku gminę zamieszkiwały 132 osoby, a gęstość zaludnienia wynosiła 50,4 osób/km².